# Volutidae
Volutidae is een familie van predator-zeeslakken.
De slakken uit deze familie komen vooral voor in tropische wateren, hoewel er ook een aantal soorten nabij de poolcirkel leven. 

## Kenmerken
Voornamelijk middelgrote tot zeer grote ei- tot spoelvormige huisjes met meestal korte topwindingen.  Melo amphora (Lightfoot, 1786) kan 500 mm groot worden.  Schelpoppervlak vaak glad, soms met radiale ribben.  Protoconch glad, koepel- of knopvormig.  Mondopening langwerpig, aan de onderzijde afgeknot en met een meer of minder diepe inbochting voor de sipho (zeer kort siphokanaal).  Columella in de regel met 3 tot 5 plooien, of zonder plooien.  Slechts enkele soorten hebben een dun hoornachtig operculum met excentrische kern. De schelpen van slakken uit deze familie kunnen tot 50 centimeter groot worden. De schelpen kenmerken zich door de gedraaide vorm.

## Leefwijze
De dieren hebben een uitstulpbare proboscis en leven als rovers, met als prooi andere weekdieren.  Ze omvatten de prooi met hun grote voet en verlammen deze met gif.
De dieren graven in zand of zandige modder.  Ze hebben een grote, vaak zeer fraai kleurig getekende voet en kunnen zich sneller dan de meeste andere zeeslakken voortbewegen. 

## Verspreiding en leefgebied
Sommige soorten leven in het getijdengebied of in ondiep water.  Een meerderheid komt voor op een diepte van 10 tot 100 m, terwijl een kleine groep op diepten tot 3000 m leeft.
In de zuidelijke zeeën van Europa komen Ampulla priamus (Meuschen, 1778), Cymbium cucumis Röding, 1798 en Cymbium olla (Linnaeus, 1758) voor.
Als gevolg van hun plaatsgebonden larvale stadium (geen vrijzwemmende larven) blijven veel Voluta-soorten tot een zeer klein verspreidingsgebied beperkt, waardoor ze bij vele aparte genera, elk kararkteristiek voor een deel van het verspreidingsgebied worden ingedeeld.

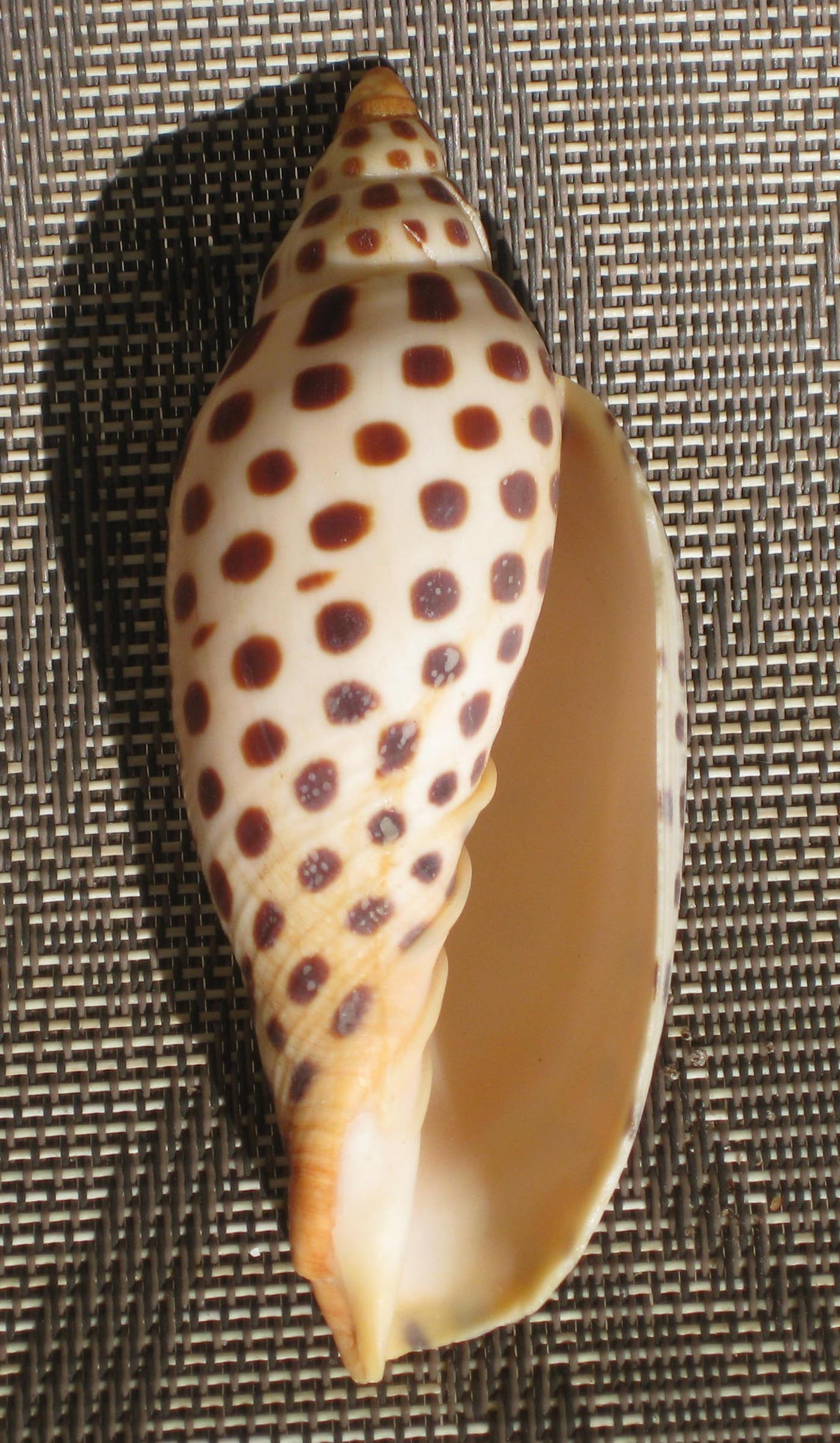
Schelp van een Scaphella junonia

## Taxonomie

### Onderfamilies en geslachtengroepen
- Amoriinae  Gray, 1857 
  - Geslachtengroep Meloini  Pilsbry & Olsson, 1954 
  - Geslachtengroep Amoriini Gray, 1857  
  - Geslachtengroep Notovolutini Bail & Poppe, 2001
- Athletinae  Pilsbry & Olsson, 1954
- Calliotectinae  Pilsbry & Olsson, 1954
- Cymbiinae H. Adams & A. Adams, 1853 
  - Geslachtengroep Adelomelonini  Pilsbry & Olsson, 1954 
  - Geslachtengroep Alcithoini  Pilsbry & Olsson, 1954 
  - Geslachtengroep Cymbiini  H. Adams & A. Adams, 1853 
  - Geslachtengroep Livoniini   Bail & Poppe, 2001
  - Geslachtengroep Odontocymbiolini  Clench & Turner, 1964 
  - Geslachtengroep Zidonini  H. Adams & A. Adams, 1853
- Eovolutinae Pacaud, 2016 †
- Fulgorariinae  Pilsbry & Olsson, 1954
- Plicolivinae  Bpichet, 1990
- Scaphellinae  Gray,  1857
- Volutinae Rafinesque, 1815
  - Geslachtengroep  Lyriini Pilsbry & Olsson, 1954  
  - Geslachtengroep Volutini  Rafinesque, 1815
- Zidoninae H. Adams & A. Adams, 1853